# Paracuellos
Paracuellos – gmina w Hiszpanii, w prowincji Cuenca, w Kastylii-La Mancha, o powierzchni 123,48 km². W 2011 roku gmina liczyła 131 mieszkańców.